# الكدرة (إب)
الكدرة هي إحدى قرى الجمهورية اليمنية. وهي تتبع جغرافيًا لمحافظة إب. وإداريًا لمديرية فرع العدين. يبلغ تعداد سكانها 1332 نسمة حسب الإحصاء الذي جرى عام 2004.